# M&M's
M&M's(엠앤엠즈)는 미국 마즈에서 생산하고 있는 초콜릿 사탕 종류의 초콜릿이다. 이 초콜릿을 이용하여 쿠키에 건포도처럼 박아 놓은 쿠키바이트도 대한민국 내에 시판 중이다.

## 소개
이 초콜릿은 미국에서 생산하고 있으며, 각각의 색소가 들어가 있다. 앞부분에는 하얀색으로 'm'이라고 적힌 것을 볼 수 있다. 내부에는 밀크 초콜릿들을 포함하고 있으며 포장이 노란색인 초콜릿에는 땅콩이 들어가 있다. 본래 이름은 m&m's이다.

## 같이 보기
- 캐드베리